# Ein Zuhause am Ende der Welt
Ein Zuhause am Ende der Welt ist eine Verfilmung des gleichnamigen Romanes von Michael Cunningham (bekannt durch sein Werk The Hours) aus dem Jahr 2004. Der Film ist das Erstlingswerk von Michael Mayer als Filmregisseur. Als Hauptdarsteller konnte er solch namhafte Schauspieler wie Colin Farrell, Sissy Spacek und Robin Wright Penn für das Projekt gewinnen.

## Handlung
Der Film erzählt die Geschichte des Waisenjungen Bobby und beginnt Ende der 60er-Jahre. Bobby und sein Bruder Carlton erleben die Flower-Power-Zeit mit Drogen und Partys voll mit. Bei einer dieser Partys kommt es aber zu einem Unfall, an dessen Folgen Carlton stirbt.
Nach einem Zeitsprung findet sich der Zuschauer in der Highschool-Zeit von Bobby wieder. Er ist nicht gerade ein Schönling und so ist es nicht verwunderlich, dass er mit einem weiteren Außenseiter der Schule, nämlich Jonathan, Freundschaft schließt. Die Jungen werden die besten Freunde und als Bobbys Eltern sterben, findet Bobby bei Jonathan und seinen Eltern eine Ersatzfamilie. Vor allem zu Ersatzmutter Alice (Sissy Spacek) entwickelt Bobby eine besondere Beziehung. Aber auch mit Jonathan verbindet ihn eine innige Freundschaft, welche auch von pubertären Spielen unter der Bettdecke begleitet wird. Als ihre Zuneigung zueinander aber durch Jonathans Mutter entdeckt wird, als diese die beiden beim Küssen erwischt, verändert sich schlagartig einiges. Jonathan zieht nach New York, während Bobby bei Jonathans Familie bleibt.
Nach einem weiteren Zeitsprung befindet sich die Handlung in den frühen Achtzigern, mitten im East Village von New York. Bobby (Colin Farrell), mittlerweile erwachsen, trifft dort Jonathan (Dallas Roberts) wieder und zieht mit ihm und seiner Freundin und Mitbewohnerin Clare (Robin Wright Penn) zusammen. Er beginnt eine Dreierbeziehung mit Clare und Jonathan. Dieses Gefühlschaos ist zu viel für Jonathan und so flüchtet er förmlich zu seinen Eltern. Als Jonathans Vater stirbt, reisen Bobby und Clare zu ihm, um ihm beizustehen. Allerdings kommt es hier auch zu einer sehr emotionalen Aussprache aller Beteiligten. Das i-Tüpfelchen auf der ganzen Sache ist dann noch das Geständnis von Clare, dass sie ein Kind erwartet. Die drei wollen das Beste aus ihrer Situation machen und so lösen sie ihre Wohnung in New York auf, um ein Haus auf dem Land zu beziehen.
Bobby eröffnet ein Café, um die kleine Patchwork-Familie zu ernähren. Bobby und Clare bekommen eine Tochter und so leben sie einige Zeit alle zusammen. Clare beobachtet während dieser Zeit die zwei Männer, welche sie beide liebt, um feststellen zu müssen, dass auch die Gefühle zwischen Bobby und Jonathan nach wie vor sehr stark sind. Sie beschließt daher, nicht länger zwischen den zwei Männern stehen zu wollen, und reist mit ihrer kleinen Tochter ab. Bobby und Jonathan sind sehr betroffen darüber, andererseits finden sie nun aber ihren Weg zueinander.

## Roman
- Michael Cunningham: Ein Zuhause am Ende der Welt. Aus dem Amerikanischen von Werner Waldhoff. 2. Auflage. Goldmann, München 2004, ISBN 3-442-73297-2.